# Stonewall (film 2015)
Stonewall to amerykański film fabularny z 2015 roku, napisany przez Jona Robina Baitza oraz wyreżyserowany przez Rolanda Emmericha. W rolach pierwszo- i drugoplanowych wystąpili w nim między innymi Jeremy Irvine, Jonny Beauchamp, Jonathan Rhys Meyers, Joey King, Caleb Landry Jones i Ron Perlman. Film przywołuje częściowo historię pamiętnych zamieszek, do jakich doszło w 1969 w okolicy gejowskiego pubu w Greenwich Village. Wydarzenia te zapoczątkowały ruch walki o prawa społeczności LGBT. Fikcyjny bohater Stonewall, młody homoseksualista Danny Winters (Irvine), przybywa do Nowego Jorku po tym, jak wyrzeka się go własny ojciec. Światowa premiera projektu odbyła się 18 września 2015 podczas 40. Międzynarodowego Festiwalu Filmowego w Toronto.

## Fabuła
Druga połowa lat sześćdziesiątych. Nastoletni Danny Winters mieszka w stanie Indiana. Jego ojciec jest konserwatywnym trenerem piłkarskim, którego woli podporządkowują się pozostali członkowie rodziny. Gdy na jaw wychodzi, że Danny utrzymuje kontakty seksualne z gwiazdorem szkolnego futbolu, rodzice się go wyrzekają. Chłopak przybywa do Nowego Jorku; jesienią chce rozpocząć studia na Columbia University. Koczuje w Greenwich Village, gdzie poznaje grupę młodych przyjaciół: gejów, drag queens, osób nieidentyfikujących się płciowo. Szczególną sympatią obdarza prostytuującego się Raya, z którym zaczyna łączyć go silna więź. Związek romantyczny nawiązuje z Trevorem, nieco starszym aktywistą na rzecz praw LGBT. Miejscem schadzek Danny’ego i jego przyjaciół jest pub Stonewall Inn, należący do bossa mafijnego Eda, który porywa atrakcyjnych, bezdomnych nastolatków i zmusza ich do prostytucji. Danny zmaga się z przeciwnościami losu i przygląda się traktowaniu gejów przez policję jak obywateli gorszej kategorii. Pewnego wieczoru bierze udział w wydarzeniach, które zapoczątkują światowy ruch walki o prawa homo-, bi- i transseksualistów.

## Obsada
- Jeremy Irvine − Danny Winters
- Jonny Beauchamp − Ray/Ramona
- Joey King − Phoebe Winters
- Caleb Landry Jones − Orphan Annie
- Matt Craven − Seymour Pine
- Jonathan Rhys Meyers − Trevor
- Ron Perlman − Ed Murphy
- Atticus Mitchell − Matthew
- Otoja Abit − Marsha P. Johnson
- Karl Glusman − Joe Altman
- David Cubitt − trener Winters
- Andrea Frankle − Joyce Winters
- Alex C. Nachi − Lee
- Joanne Vannicola − Sam
- Yan England − Terry
- Arthur Holden − Frank Kameny
- Vladimir Alexis − Cong
- Richard Jutras − Queen Tooey

## Produkcja
Roland Emmerich po raz pierwszy nawiązał do filmu w kwietniu 2013 roku, mówiąc: „Chcę nakręcić skromny projekt − kosztujący w granicach dwunastu, czternastu milionów dolarów − opowiadający o zamieszkach pod nowojorskim pubem Stonewall. Skupiłby się na losach szalonych, miejskich dzieciaków i chłopaka ze wsi, który staje się częścią ich paczki. Razem wzięliby udział w zamieszkach mających zmienić świat.” W tym samym okresie ujawniono, że scenariusz filmu − dramatu społeczno-obyczajowego − napisze Jon Robin Baitz, autor sztuk teatralnych. Pod koniec marca 2014 producenci ogłosili, że obraz kręcony będzie w Montrealu, przy wsparciu finansowym bliskim czternastu milionów dolarów. Tydzień później do informacji podano, że jedną z ról przodujących powierzono Jeremy'emu Irvine'owi. 3 czerwca 2014 ujawniono nazwiska innych aktorów związanych z projektem: Jonathana Rhysa Meyersa, Rona Perlmana, Joey King, Jonny’ego Beauchampa i Caleba Landry'ego Jonesa. Tego samego dnia w Kanadzie oficjalnie rozpoczęto okres zdjęciowy. Emmerich chciał nakręcić Stonewall na terenie Nowego Jorku, jednak zmienił lokalizację, gdy okazało się, że kosztowałoby go to zbyt wiele. Reżyser wyznał, że choć wielu z zatrudnionych przez niego aktorów należało do środowiska LGBT, nie wymagał, by każdy z odtwórców był homo-, bi- lub transseksualistą.

## Wydanie filmu
25 marca 2015 kalifornijska firma Roadside Attractions nabyła prawda do dystrybucji filmu. Ujawniono wówczas, że obraz ukaże się w kinach jesienią. W lipcu 2015 przedstawiciele Roadside Attractions podali do informacji, że Stonewall swoją amerykańską premierę odnotuje 25 września. Wcześniej, 18 września, projekt zaprezentowano widzom 40. Międzynarodowego Festiwalu Filmowego w Toronto. 5 listopada 2015 film wyświetlono w trakcie Love & Pride Film Festival w Singapurze. 19 listopada 2015 obraz spotkał się z komercyjną dystrybucją na terenie Niemczech, a 5 maja 2016 został wydany we Włoszech. Niemieckie wydanie DVD filmu opatrzono tytułem Stonewall − Where Pride Began. W Polsce prezentowano Stonewall w ramach pokazu specjalnego na festiwalu Camerimage dnia 19 listopada 2015.

## Odbiór
Odbiór filmu był zasadniczo negatywny. Obraz krytykowany był za to, że nie przedstawiono w nim dokładnych zajść z Greenwich Village. Niekorzystnie oceniono też decyzję reżysera o zepchnięciu na drugi plan scenariusza osób różnych ras, osób transseksualnych, drag queens czy męskich lesbijek. Przedstawiciele tych grup uczestniczyli w zamieszkach. Emmerich odpowiedział na zarzuty, broniąc swojego filmu: „Myślę, że prawidłowo przedstawiliśmy historyczne wydarzenia. W filmie zobaczycie drag queens i lesbijki. Zobaczycie wszystkich (reprezentantów środowisk LGBT − przyp.), bo chcieliśmy zdefiniować pojęcie 'gay' (anglojęzyczny termin ujednolicający całą kulturę LGBT − przyp.) w szerszym ujęciu.” Dziennikarze współpracujący z czasopismem Advocate napisali w obronie filmu artykuł. Jego celem było między innymi zwrócenie uwagi na to, że Stonewall to udany film rozrywkowy, „popcornowy”, a nie projekt artystyczny.

## Nagrody i wyróżnienia
- 2015, Political Film Society:
  - nominacja do nagrody PFS w kategorii prawa człowieka[17]
- 2016, Cinema for Peace Awards:
  - nominacja do nagrody Cinema for Peace w kategorii najbardziej wartościowy film roku (nominowany: Roland Emmerich)[17]
- 2016, Gay and Lesbian Entertainment Critics Association (GALECA):
  - nominacja do nagrody Doriana w kategorii film kampowy[17]
- 2017, ACTRA Awards:
  - nominacja do nagrody ACTRA Montreal w kategorii wybitna rola męska (Vladimir Alexis)[17]